# Ribeirão das Antas
Der Ribeirão das Antas ist ein etwa 24 km langer linker Nebenfluss des Rio Paranapanema im Norden des brasilianischen Bundesstaats Paraná.

## Etymologie

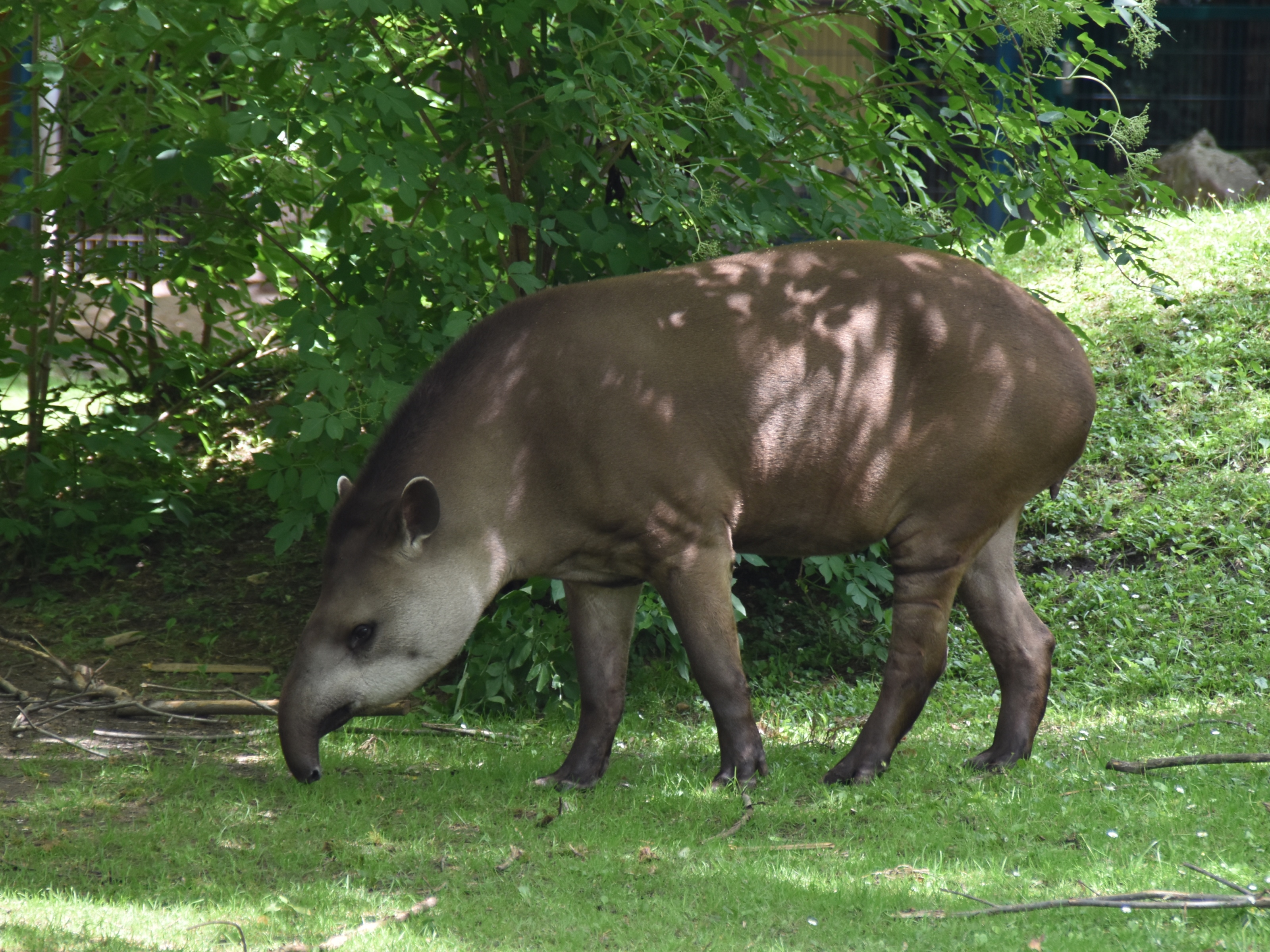
Anta, deutsch: Tapir

Der Name Ribeirão das Antas bedeutet Tapirbach und bezieht sich auf die Tapire (portugiesisch: Antas), die an den Ufern anzutreffen waren.

## Geografie

### Lage
Das Einzugsgebiet des Ribeirão das Antas befindet sich auf dem Terceiro Planalto Paranaense (Dritte oder Guarapuava-Hochebene von Paraná).

### Verlauf
Sein Quellgebiet liegt im Munizip Cafeara auf 469 m Meereshöhe etwa 6 km südlich des Hauptorts.
Der Fluss verläuft in nördlicher Richtung. Nach etwa 17 km quert er die PR-340 und erreicht kurz darauf die Grenze zum Munizip Lupionópolis. Auf den letzten 5 km seines Laufs bildet er dessen Grenze zu Santo Inácio. Er mündet auf 284 m Höhe von links in den Rio Paranapanema, der in diesem Bereich von der Taquaruçu-Talsperre aufgestaut ist. Er ist etwa 24 km lang.

### Munizipien im Einzugsgebiet
Am Ribeirão das Antas liegen die drei Munizipien Cafeara, Lupionópolis und Santo Inácio.